# Philarctus asiaticus
Philarctus asiaticus är en nattsländeart som först beskrevs av Forsslund 1935.  Philarctus asiaticus ingår i släktet Philarctus och familjen husmasknattsländor. Inga underarter finns listade i Catalogue of Life.